# تلوث مياه باركارينا
تلوث مياه باركارينا تلوث نتج عن طريق النفايات المعدنية السامة التي تم اكتشافها في الأنهار بالقرب من باركارينا، بارا البرازيل، في 16 فبراير 2018 من قبل السلطات البرازيلية. أشارت التحقيقات الأولية إلى أن السبب كان تسرب نفايات سامة من سد نفايات بسبب الأمطار الغزيرة. سد المخلفات هو جزء من مصفاة ألونورت للألمنيوم المملوكة لشركة نورسك هيدرو النرويجية. بالإضافة إلى ذلك أقر الرئيس التنفيذي للشركة بالتصريف غير السليم للأمطار والمياه السطحية في الأنهار المحلية.